# Cyanococcus
Els mirtils - blueberry en anglès - són plantes amb flors del gènere Vaccinium amb baies porpra fosc. Les espècies dins la secció botànica Cyanococcus són els fruits que es troben més sovint a la venda i són principalment natives d'Amèrica del Nord. Normalment són arbusts erectes però de vegades són prostrats. La seva mida varia d'entre 10 cm a 4 m d'alt. Poden ser caducifolis o no. Les flors tenen forma de campana. El fruit, el nabiu o l'avajó, és una baia de 5 a 16 mm de diàmetre són de color lila en madurar. El seu gust és dolç amb una acidesa variable.
Des del punt de vista comercial sovint es consideren com a superfruits.

## Taxonomia
Nota: hàbitat i distribució segons l'obra Flora of New Brunswick, publicada el 1986 per Harold R. Hinds.
| - Vaccinium angustifolium (Lowbush Blueberry): De Manitoba a Labrador, al sud a Nova Scotia i Iowa i Virginia - Vaccinium boreale (Northern Blueberry): Quebec id Labrador (rar a New Brunswick), al sud fins Nova York i Massachusetts. - Vaccinium caesariense (New Jersey Blueberry) - Vaccinium cyanococcus (American blueberry) - Vaccinium corymbosum (Northern Highbush Blueberry) - Vaccinium darrowii (Southern Highbush Blueberry) - Vaccinium elliottii (Elliott Blueberry) - Vaccinium formosum (southern blueberry) | - Vaccinium fuscatum (Black Highbush Blueberry; sin. V. atrococcum) - Vaccinium hirsutum (Hairy-fruited Blueberry) - Vaccinium myrtilloides (Sour top, Velvet Leaf, o Canadian Blueberry): Territoris del Nord-oest (Canadà) a Labrador, al sud fins Nova Scotia, i de Montana a Virginia. - Vaccinium operium (cyan-fruited Blueberry) - Vaccinium myrtilloides (Canadian Blueberry) - Vaccinium pallidum (Dryland Blueberry) - Vaccinium simulatum (Upland Highbush Blueberry) - Vaccinium tenellum (Southern Blueberry) - Vaccinium virgatum (Rabbiteye Blueberry; sin. V. ashei) |

Altres espècies de fruit blau del gènere Vaccinium:
- Vaccinium koreanum
- Vaccinium myrsinites (Evergreen Blueberry)
- Vaccinium myrtillus (Nabiu, European Blueberry)
- Vaccinium uliginosum